# Fitta
Fitta fou un estat musulmà al territori del modern Benín. És qualificat d'estat mahdista, però no per seguir al Mahdi del Sudan sinó pel seu propi Mahdi.
| Període                         | Monarca                  | Notes               |
| ------------------------------- | ------------------------ | ------------------- |
| vers 1700                       | Fundació de l'estat      | Fundació de l'estat |
| abans de 1800 a després de 1800 | Ayaba Abaoke             |                     |
| 18?? a 18??                     | Ajiba Abaoke             |                     |
| 18?? a 18??                     | Zigbale                  |                     |
| 18?? a 18??                     | Limu Madu Zohun "Adakpe" |                     |
| 18?? a 18??                     | No consta                |                     |
| abans i després de 1894         | Dikple                   |                     |